# Kay Bluhm
Kay Bluhm (Brandenburg an der Havel 13 oktober 1968) is een Duits kanovaarder. 
Bluhm won tijdens de Olympische Zomerspelen 1988 namens Oost-Duitsland de bronzen medaille in de K-4 1000m.
Bluhm haalde zijn grootste successen samen met Torsten Gutsche door in 1992 olympisch goud te winnen op de K-2 500 meter en de K-2 1000 meter. Vier jaar later tijdens de Olympische Zomerspelen 1996 prolongeerde Bluhm samen met Gutsche hun titel op de K-2 500 meter maar op de K-2 1000 moesten ze genoegen nemen me de zilveren medaille achter de Italianen Antonio Rossi & Daniele Scarpa.
Bluhm werd driemaal wereldkampioen in de K-2 500 meter en tevens driemaal in de K-2 1000 meter.

## Belangrijkste resultaten

### Olympische Zomerspelen
| Editie | Plaats    | Resultaten                 |
| ------ | --------- | -------------------------- |
| 1988   | Seoel     | K-4 1000m 7e K-1 500 meter |
| 1992   | Barcelona | K-2 500m K-2 1.000m        |
| 1996   | Atlanta   | K-2 500m K-2 1.000m        |

### Wereldkampioenschappen vlakwater
| Jaar | Plaats      | Resultaten                                  |
| ---- | ----------- | ------------------------------------------- |
| 1989 | Plovdiv     | K-2 500m · K-2 1000m · K-1 500m             |
| 1990 | Poznań      | K-2 1000m · K-2 500m · K-4 1000m            |
| 1991 | Parijs      | K-2 1000m · K-2 500 meter · K-2 10.00 meter |
| 1993 | Kopenhagen  | K-2 500m · K-2 1000m                        |
| 1994 | Mexico-Stad | K-2 500m · K-2 200m                         |
| 1995 | Duisburg    | K-2 1000m                                   |

1976: Joachim Mattern & Bernd Olbricht ·
1980: Vladimir Parfenovitsj & Sergej Tsjoechrai ·
1984: Ian Ferguson & Paul MacDonald ·
1988: Ian Ferguson & Paul MacDonald ·
1992: Kay Bluhm & Torsten Gutsche ·
1996: Kay Bluhm & Torsten Gutsche ·
2000: Zoltán Kammerer & Botond Storcz ·
2004: Ronald Rauhe & Tim Wieskötter ·
2008: Saúl Craviotto & Carlos Pérez ·
2024: Max Lemke & Jacob Schopf
1936: Alfons Dorfner & Adolf Kainz ·
1948: Hans Berglund & Lennart Klingström ·
1952: Yrjö Hietanen & Kurt Wires ·
1956: Meinrad Miltenberger & Michel Scheuer ·
1960: Gert Fredriksson & Sven-Olov Sjödelius ·
1964: Sven-Olov Sjödelius & Gunnar Utterberg ·
1968: Vladimir Morozov & Aleksandr Sjaparenko ·
1972: Nikolai Gorbatsjov & Viktor Kratasjoek ·
1976: Sergej Nagorny & Vladimir Romanovski ·
1980: Vladimir Parfenovitsj & Sergej Tsjoechrai ·
1984: Hugh Fisher & Alwyn Morris ·
1988: Greg Barton & Norman Bellingham ·
1992: Kay Bluhm & Torsten Gutsche ·
1996: Antonio Rossi & Daniele Scarpa ·
2000: Beniamino Bonomi & Antonio Rossi ·
2004: Henrik Nilsson & Markus Oscarsson ·
2008: Martin Hollstein & Andreas Ihle ·
2012: Rudolf Dombi & Roland Kökény ·
2016: Marcus Groß & Max Rendschmidt ·
2020: Thomas Green & Jean van der Westhuyzen